# Bray Hammond
Pour les articles homonymes, voir Hammond.
Bray Hammond (20 novembre 1886, à Springfield, Missouri – 20 juillet 1968) était un historien et homme politique américain.

## Biographie
Bray Hammond effectue ses études à l’université Stanford.
De 1944 à 1950 il occupe la fonction de secrétaire adjoint au Conseil d'administration du Système fédéral de réserve.
Il est spécialisé dans l'histoire de la finance et reçut en 1957 le prix Pulitzer d'histoire pour son livre Les Banques et la politique en Amérique depuis la Révolution jusqu'à la guerre de Sécession.

## Livres
- Les Banques et la politique en Amérique depuis la Révolution jusqu'à la guerre de Sécession, Princeton University Press, 1957.
- Souveraineté et porte-monnaie vide : les Banques et la politique durant la guerre de Sécession, Princeton, 1970.

## Crédit d'auteurs
- (en) Cet article est partiellement ou en totalité issu de l’article de Wikipédia en anglais intitulé « Bray Hammond » (voir la liste des auteurs).